# Droga wojewódzka 176
Die Droga wojewódzka 176 (DW 176) ist ein Woiwodschaftsstraße in Polen und verbindet auf einer Länge von sieben Kilometern die beiden Woiwodschaften Lebus und Großpolen miteinander. Ebenso stellt sie ein Bindeglied dar zwischen den Orten Niegosław (Neu Anspach) und Kwiejce (Altsorge) an den Woiwodschaftsstraßen DW 181 bzw. DW 133.

## Streckenverlauf
Woiwodschaft Lebus
- Powiat Strzelecko-Drezdenecki (Kreis Friedeberg (Neumark)-Driesen):
  - Niegosław (Neu Anspach) (→ DW 181: Drezdenko (Driesen) – Wieleń (Filehne) – Czarnków (Czarnikau))
  - Karwin (Hammer)

- ~ Człapia ~
- o ehemalige deutsch-polnische Grenze (1920–1939) o

Woiwodschaft Großpolen
- Powiat Czarnkowsko-Trzcianecki (Kreis Czarnikau-Schönlanke):
  - Kwiejce (Altsorge) (→ DW 133: Chełst (Neuteich) – Kwiejce)